# Il Popolo della Libertà
Il Popolo della Libertà, (afgekort: PdL; Italiaans voor "het volk van de vrijheid") is een Italiaanse centrumrechtse politieke partij, die op 2 december 2007 werd gevormd, en op 27 maart 2008 officieel werd opgericht. Na de plotselinge val van het Kabinet-Prodi II werd een akkoord gesloten tussen Silvio Berlusconi van de centrumrechtse Forza Italia en Gianfranco Fini van de rechtse Alleanza Nazionale, om gezamenlijk met andere partijen mee te doen aan de parlementsverkiezingen van 2008.

## Ontstaan
Op donderdag 18 november kondigde Silvio Berlusconi, staande met één been in een Mercedes op het Milanese Piazza San Babila, aan dat hij zijn veertien jaar oude partij Forza Italia zou laten opgaan in een nieuw op te richten partij. Hij wilde een einde maken aan de verdeling onder Italiaanse conservatieven door ze onder te brengen in een partij, waar hij de leiding over zou krijgen. Hiermee anticipeerde hij ook op een nog op te richten linkse eenheidspartij, de Partito Democratico. Deze partij kon een bedreiging gaan vormen voor de rechtse partijen, die naar buiten toe niet eensgezind waren.
Berlusconi’s belangrijkste politieke bondgenoten Lega Nord en Alleanza Nazionale reageerden aanvankelijk sceptisch op zijn oproep om zich bij hem te voegen. Een opgaan in een groter geheel zou een einde maken aan de machtspositie van hun leiders en aan hun eigen identiteit. Uiteindelijk besloot Alleanza Nazionale toch om zich aan te sluiten bij de PdL. Haar leider, Gianfranco Fini, werd de nummer twee op de verkiezingslijst van de PdL.

## Ideologie
De PdL heeft haar wortels in de christendemocratie en het liberalisme. De waarden van die twee pijlers zijn terug te vinden in de nadruk die wordt gelegd op de familie als bouwsteen van de samenleving en op het belang van voldoende vrijheid voor burgers in het algemeen, en ondernemers in het bijzonder. Verder heeft de partij typisch rechtse thema’s als immigratie, veiligheid en lage belastingen. Op het gebied van staatsinrichting staat de PdL voor een federalistische staat die geleid wordt door een president.
De PdL had in haar verkiezingsprogramma 2008 zeven punten centraal gesteld:
1. Herstellen van de economische groei, waaronder het reorganiseren van de overheid, investeringen in infrastructuur en het ondersteunen van Italiaanse producten.
2. Ondersteunen van families, onder andere door lagere belastingen, betere sociale voorzieningen en het verbeteren van kansen voor jongeren.
3. Meer veiligheid en meer recht, snellere rechtspraak en minder ongelijkheid.
4. Diensten voor burgers, onder andere onderwijs, cultuur en volksgezondheid.
5. Een kleinere kloof tussen Noord en Zuid, door meer verantwoordelijkheid aan de regio’s te geven.
6. Meer federalisme door het verplaatsen van overheidstaken van nationaal naar lokaal niveau, zoals publieke uitgaven en belastingen.
7. Lagere overheidsuitgaven door het verminderen van de bureaucratie.

## Partijen die opgingen inIl Popolo della Libertà
- Forza Italia
- Alleanza Nazionale
- Circoli della Libertà
- Circoli del Buongoverno
- Circoli de L'Opinione
- Democrazia Cristiana per le Autonomie
- Nuovo PSI
- Popolari Liberali
- Partito Pensionati
- Azione Sociale
- Riformatori Liberali
- Liberal Democratici
- Italiani nel Mondo
- Decidere!
- Destra Liberale Italiana
- Socialisti Riformisti

## Parlementsverkiezingen 2008
Voor de parlementsverkiezingen van 13 en 14 april 2008 is de PdL een lijstverbintenis aangegaan met de Noord-Italiaanse partij Lega Nord en de Zuid-Italiaanse partij Movimento per l'Autonomia. Deze centrumrechtse coalitie nam het in de verkiezingsstrijd op tegen de centrumlinkse coalitie, die aangevoerd werd door Walter Veltroni, lijsttrekker van de eveneens nieuw gevormde Partito Democratico.
Een tv-debat waarin de standpunten en verschillen tussen beide kanshebbers goed duidelijk zou kunnen worden kwam er vooralsnog niet. Berlusconi weigerde om aan een rechtstreeks debat mee te doen, omdat dit een schending zou zijn van de ‘gelijke rechten’ van de leiders van de kleinere partijen. Bovendien heeft Berlusconi een moeizame verhouding met de publieke omroep RAI, die in handen zou zijn van ‘de communisten’. Op 13 en 14 april mochten de Italianen naar de stembus gaan. Berlusconi won de verkiezingen met een ruime voorsprong op Veltroni, die zijn nederlaag al vroeg in de avond erkende. Berlusconi won de verkiezingen met name dankzij de alliantie met de Lega Nord. Uit de feitelijke uitslag blijkt dat PDL slechts een licht hoger aantal stemmen heeft verkregen, maar dat met name Lega Nord een grote winst boekte. Dat in combinatie met een fors verlies aan stemmen aan communistische zijde, maakte Berlusconi de winnaar.

## Plannen voor de nieuwe regering
Tijdens de campagne beloofde PdL om:
- Nieuwe banen te stimuleren, in het bijzonder voor jonge mensen.
- Maatregelen te nemen om tijdelijke banen in voltijdbanen te transformeren, om de baanonzekerheid in Italië te verminderen.
- Door te gaan met de openbare werken die begonnen tijdens de vorige regering-Berlusconi-III, en de bouw van een brug tussen Sicilië en het vasteland
- Terug te keren naar het gebruik van nucleaire energie.